# Admirál Ackbar
Admirál Gial Ackbar (*44 BBY – †34 ABY) je fiktivní postava ze světa Star Wars. Jedná se o příslušníka rasy Mon Calamari z vodní planety Dac.
V mládí se zajímal o vědu a podmořská studia. Po dokončení vzdělání byl krátce zvolen do rady Korálového města, kde podporoval vědeckou expedici na objevování vesmíru, jež měla začít někdy v průběhu Klonových válek. Jenže tato válka brzy zachvátila i jeho domovinu a mladý Gial Ackbar byl povolán do zbraně. V brzké době se z něj stal kapitán a dostal se mezi stráže Kalamarského krále, kde dále povýšil na vrchního vojenského poradce. Po zbytek války měl na starost ochranu kalamarského prince Lee-Chara.
V roce 19 BBY se Ackbar stal předsedou kalamarské rady, ale krátce po nastoupení do funkce ho čekalo těžké vyjednávání s lidmi imperátora Palpatina, který nařídil planetu Dac zotročit. Ackbarovi se povedlo vytvořit odbojové hnutí a z impéria se nakrátko vymanit, ale odveta Impéria byla rychlá a brutální. Velící imperiální důstojník této operace zajal Ackbara a věnoval ho jako dar svému nadřízenému, Wilhuffovi Tarkinovi. Z Ackbara se stal Tarkinův otrok, ale během svého věznění nelenil a bedlivým pozorováním se naučil mnoho věcí o imperiální armádě, její taktice, doktrínách a tajemstvích úplně všechno, včetně přísně tajných projektů obou hvězd smrti.
Ackbar byl nakonec ze zajetí osvobozen skupinou rebelů, kteří chtěli původně zajmout Tarkina, ovšem informace, které tento Mon Calamarijský voják poskytl, byly neocenitelné. Ackbar se vrátil na svou domovinu, kde byl povýšen na admirála. Z této funkce se snažil přesvědčit radu Mon Calamarů o tom, aby se celá planeta přidala k rebelům a poskytla jim kalamarské lodě. Jeho snaha byla málem zhacena Velkomoffem Tarkinem, který ho chtěl znovu zotročit, když si pro něj osobně přijel na Dac. Zde však Tarkin sám málem padl do rukou rebelů a měl co dělat, aby se vrátil živý. Po roce 0 se Ackbarovi povedlo najít ztracené plány na stavbu Mon Calamarských lodí, k čemuž dala vláda planety ochotně souhlas, když se povedlo po zničení Hvězdy smrti planetu osvobodit z imperiálních rukou úplně.
Mon Calamari i Quarrenové vstoupili ve velkém množství do řad rebelů a Ackbar působil jako admirál flotily. V roce 4 ABY navrhl plán na zničení druhé hvězdy smrti, jež se nacházela na orbitě měsíce Endor. Osobně velel útoku, jenž měl vyčistit prostor pro malé stíhačky s úkolem zničit jádro hvězdy smrti. Zde však s hrůzou zjistil, že se celá aliance rebelů chytila do léčky, neboť byla jeho flotila rychle obklíčena. Přesto se mu povedlo výbornou strategií vyrovnat se s nepřízní. Dokonce se povedlo zneškodnit i vlajkovou imperiální loď Exekutor.